# Alice Ambrose
 (juillet 2025).
La mise en forme du texte ne suit pas les recommandations de Wikipédia : il faut le « wikifier ».
Les points d'amélioration suivants sont les cas les plus fréquents :
- Les titres sont pré-formatés par le logiciel. Ils ne sont ni en capitales, ni en gras.
- Le texte ne doit pas être écrit en capitales (les noms de famille non plus), ni en gras, ni en italique, ni en « petit »…
- Le gras n'est utilisé que pour surligner le titre de l'article dans l'introduction, une seule fois.
- L'italique est rarement utilisé : mots en langue étrangère, titres d'œuvres, noms de bateaux, etc.
- Les citations ne sont pas en italique mais en corps de texte normal. Elles sont entourées par des guillemets français : « et ».
- Les listes à puces sont à éviter, des paragraphes rédigés étant largement préférés. Les tableaux sont à réserver à la présentation de données structurées (résultats, etc.).
- Les appels de note de bas de page (petits chiffres en exposant, introduits par l'outil «  Source ») sont à placer entre la fin de phrase et le point final[comme ça].
- Les liens internes (vers d'autres articles de Wikipédia) sont à choisir avec parcimonie. Créez des liens vers des articles approfondissant le sujet. Les termes génériques sans rapport avec le sujet sont à éviter, ainsi que les répétitions de liens vers un même terme.
- Les liens externes sont à placer uniquement dans une section « Liens externes », à la fin de l'article. Ces liens sont à choisir avec parcimonie suivant les règles définies. Si un lien sert de source à l'article, son insertion dans le texte est à faire par les notes de bas de page.
- La présentation des références doit suivre les conventions bibliographiques. Il est recommandé d'utiliser les modèles {{Ouvrage}}, {{Chapitre}}, {{Article}}, {{Lien web}} et/ou {{Bibliographie}}. Le mode d'édition visuel peut mettre en forme automatiquement les références.
- Insérer une infobox (cadre d'informations à droite) n'est pas obligatoire pour parachever la mise en page.

Pour une aide détaillée, merci de consulter Aide:Wikification.
Si vous pensez que ces points ont été résolus, vous pouvez retirer ce bandeau et améliorer la mise en forme d'un autre article.
Pour les articles homonymes, voir Ambrose.
Alice Ambrose Lazerowitz, née Alice Loman Ambrose le 25 novembre 1906 et morte le 25 janvier 2001, est une philosophe et logicienne américaine, auteure de plusieurs ouvrages.

## Biographie

### Éducation
Alice Ambrose naît à Lexington, dans l’Illinois, et devient orpheline à l’âge de 13 ans. Elle étudie la philosophie et les mathématiques à l’université Millikin (en) (1924-1928), dans l’Illinois. Après avoir obtenu son doctorat à l’université du Wisconsin à Madison en 1932, elle se rend à l’université de Cambridge (Newnham College) pour étudier avec G. E. Moore et Ludwig Wittgenstein. Elle y soutient un second doctorat en 1938.

### Ludwig Wittgenstein
Étant devenue une élève proche de Wittgenstein, Ambrose a relaté plus tard son association avec lui dans Ludwig Wittgenstein: Philosophy and Language (1972), un volume coédité avec son mari, Morris Lazerowitz (en). Avec Margaret MacDonald (en), une autre élève de Wittgenstein, elle prend des notes du cours du philosophe (secrètement, car Wittgenstein l’interdisait). Ces notes ont par la suite été publiées. Elle est une des élèves auxquels Wittgenstein dictait les Cahiers bleu et brun qui décrivent la transition de sa pensée entre ses deux œuvres majeures, Tractatus logico-philosophicus et Investigations philosophiques. Le philosophe met brusquement fin à leur association en 1935, lorsque Ambrose décide, sous l’encouragement de G. E. Moore, de publier un article intitulé « Finitism in Mathematics » dans la revue philosophique Mind (1935) qui avait pour but de rendre compte de la position de Wittgenstein sur le sujet.

### Carrière
Ambrose commence sa carrière à l’université du Michigan, lorsqu’elle retourne aux États-Unis en 1935. Elle prend ensuite un poste au Smith College en 1937, où elle reste jusqu’à la fin de sa carrière. Elle obtient la chaire Austin et Sophia Smith en philosophie en 1964 et devient professeure émérite en 1972. 
Entre 1953 et 1968, elle est rédactrice en chef du Journal of Symbolic Logic. 
Elle a travaillé principalement dans le domaine de la logique et de la philosophie des mathématiques, écrivant avec son mari un abécédaire sur le sujet qui est devenu un manuel largement utilisé et connu sous le nom de Ambrose et Lazerowitz. Elle collabore avec son mari sur un certain nombre d’ouvrages : Fundamentals of Symbolic Logic, Logic: The Theory of Formal Inference (1948), Philosophical Theories (1961) et Essays in the Unknown Wittgenstein (1976). Même après sa retraite, elle continue d'enseigner et de donner des conférences au Hampshire College, à l’université du Delaware et dans d’autres universités du pays jusqu’à sa mort, à l’âge de 84 ans, le 25 janvier 2001.
Ses archives personnelles sont conservées au Smith College.

## Ouvrages
- Ambrose, A. et M. Lazerowitz, Fundamentals of Symbolic Logic, Rinehart (1948).
- Ambrose, A., Essays in Analysis, Allen & Unwin (1966).
- Ambrose, A. et M. Lazerowitz (éd.), Logic: The Theory of Formal Inference, Rinehart (1948).
- Ambrose, A. et M. Lazerowitz (éd.), G. E. Moore: Essays in Retrospect, Allen & Unwin (1970).
- Ambrose, A. et M. Lazerowitz (éd.), Ludwig Wittgenstein: Philosophy and Language, Allen & Unwin  (ISBN 0041000293) (1972).
- Ambrose, A. et M. Lazerowitz, Philosophical Theories, Mouton de Gruyter  (ISBN 9027975019) (1976).
- Ambrose, A. et M. Lazerowitz (éd.), Essays in the Unknown Wittgenstein, Prometheus Books (1984).
- Ambrose, A. et M. Lazerowitz, Necessity and Language, Croom Helm  (ISBN 0709941013) (1985).
- Ambrose, Alice, « Moore and Wittgenstein as Teachers », Teaching Philosophy 12(2): 107-113 (1989).